# Hedeoma johnstonii
Hedeoma johnstonii là một loài thực vật có hoa trong họ Hoa môi. Loài này được R.S.Irving mô tả khoa học đầu tiên năm 1977.